# اسپینجگر
اسپینجگر یکی از دیوها در اساطیر ایران در عصر باستان می‌باشد که به هنگام آذرخش و در نبرد اپوش (اپوش دیو) با تیشتر برمی‌خیزد.